# پاناسونیک لومیکس دی‌ام‌سی-جی۱
پاناسونیک لومیکس دی‌ام‌سی-جی۱ (به انگلیسی: Panasonic Lumix DMC-G1) یک دوربین عکاسی ساخت شرکت پاناسونیک است.